# Excerpt from A Teenage Opera
Grocer Jack is een lied van de Engelse zanger Keith West. Op de hitlijsten verscheen de single onder de titel Excerpt from "A Teenage Opera", want het lied was onderdeel van de musical A Teenage Opera. Het was een grote hit in heel Europa.  Het lied is een typisch voorbeeld voor een onehitwonder. Hoewel het een psychedelisch lied is heeft het ook kenmerken van de latere bubblegum. 
Keith West zingt het lied met een kinderkoor van Corona Stage School.
A Teenage Opera was door Mark Wirtz gecomponeerd maar niet uitgegeven.  Pas in 1996 kwam de musical in zijn geheel uit op cd en daarop stond dit lied in een iets langere versie en voor het eerst in echt stereo.
Het lied gaat over de hardwerkende kruidenier Jack, die al 82 jaar oud is en toch nog dagelijks de ronde doet door het dorp. Hij heeft nog nooit verstek laten gaan en de dorpsbewoners beschouwen zijn komst als een vanzelfsprekendheid. Als hij op een dag niet komt opdagen, zitten de bewoners vertwijfeld aan een lege ontbijttafel. Ze nemen zich voor Jack flink op zijn kop te geven. Maar Jack is overleden. Pas bij de begrafenis realiseren de dorpsbewoners en hun kinderen zich hoe ze Jack gewaardeerd hebben.

## Hitnoteringen

### Nederlandse Top 40
| Positie: | 31 | 13 | 5 | 1 | 1 | 2 | 2 | 6 | 10 | 15 | 25 | 38 | uit |

### Parool Top 20
| Positie: | 13 | 8 | 1 | 1 | 2 | 2 | 5 | 10 | 14 | uit |

### NPO Radio 2 Top 2000
| Nummer met noteringen in de NPO Radio 2 Top 2000 | '99  | '00 | '01  | '02  | '03  | '04  | '05  |
| ------------------------------------------------ | ---- | --- | ---- | ---- | ---- | ---- | ---- |
| Excerpt from A Teenage Opera                     | 1329 | 954 | 1298 | 1364 | 1507 | 1487 | 1743 |

1. ↑  Een vetgedrukt getal geeft de hoogste notering aan.
2. ↑  Deze tabel is bijgewerkt tot en met de laatste editie (2024).